# Robbins
Robbins je priimek več oseb:
- Anthony Robbins, ameriški motivacijski govornik
- Merle Robbins, madžarski-ameriški izumitelj
- Thomas Robbins, britanski general